# Монтанели (Пиза)
Монтанели је насеље у Италији у округу Пиза, региону Тоскана.
Према процени из 2011. у насељу је живело 19 становника. Насеље се налази на надморској висини од 28 м.